# Obrona i uświetnienie języka francuskiego
Obrona i uświetnienie języka francuskiego (oryg. fr. La Deffence, et Illustration de la Langue Francoyse) – manifest literacki sygnowany przez Joachima du Bellaya, wydany po raz pierwszy w 1549. 

## Okoliczności powstania
Mimo podpisania pracy tylko przez jednego autora Obrona... jest najprawdopodobniej pracą zbiorową, odzwierciedla bowiem idee funkcjonujące w kręgu późniejszej Plejady i stanowi jej manifest artystyczny. Jest to również literackie uzupełnienie wydanego dziesięć lat wcześniej Ordonansu z Villers-Cotterêts, na mocy którego język francuski miał być obowiązującym językiem wszystkich wydawanych we Francji aktów prawnych oraz językiem obowiązującym w administracji państwowej. Obrona... zawiera wiele słów wdzięczności pod adresem króla Franciszka I, który wydał Ordonans, głosi również, że po oficjalnym potwierdzeniu statusu języka francuskiego obowiązkiem literatów jest dalsze działanie na rzecz jego uszlachetniania i rozwoju. 
Inspiracją dla autora (lub autorów) dzieła mogła być również włoski Dialogo delle lingue, opublikowany pięć lat wcześniej utwór Spoerone'a Speroniego o podobnej wymowie. 

## Treść
Pierwsza część obrony ma wyraźny charakter polemiczny; poglądy późniejszej Plejady zostają skontrastowane z ideami poetów neołacińskich, odrzucających język francuski jako "mowę barbarzyńców". Obrona... głosi, że przewaga łaciny na polu leksykalnym jest jedynie kwestią czasu, gdyż każdy język, także francuski, może zostać wzbogacony poprzez stosowanie go w poezji. Jako najbardziej skuteczną metodę działania autor podaje naśladownictwo mistrzów poezji starożytnej zamiast zwykłego tłumaczenia ich utworów, na wzór tłumaczenia przez poetów rzymskich dzieł greckich. Proceder ten Obrona... określa jako "odżywianie się" języka. 
W dalszej części pracy przedstawiane są szczegółowe środki wzbogacania języka: tworzenie neologizmów (biorąc za punkt wyjścia słowa greckie i łacińskie), wprowadzanie do literatury słów pochodzących z języka mówionego i dialektów, ponownie użytkowanie archaizmów oraz budowanie zdrobnień. Poetów zachęcano również do tworzenia skomplikowanych peryfraz i częstego posługiwania się epitetem, wreszcie do oparcia swoich dzieł na rymach regularnych i trzech metrach: ośmio- i dziesięciozgłoskowcu lub aleksandrynie. 
Obrona... nakazuje zerwanie nie tylko z przekładaniem dzieł poetów łacińskich, ale i z wieloma elementami dotychczasowej tradycji poetyckiej: za przestarzałe uznaje gatunki ronda, ballady, virelai, pieśni, chanson de geste, farsy i moralitetu. W ocenie autorów powinny być one zastąpione swoimi bardziej wystudiowanymi odpowiednikami - komedią, tragedią, epopeją, satyrą, odą, elegią, sonetem, epigramem czy listem poetyckim.

## Recepcja
Obrona..., napisana stylem wyraźnie nastawionym na polemikę, natychmiast po publikacji wywołała wyraźne kontrowersje w kręgach poetów neołacińskich. W roku publikacji dzieła Thomas Sébillet, autor traktatu Sztuka poetycka, wyraził swój sprzeciw wobec idei dzieła w przedmowie do swojego przekładu Ifigenii Eurypidesa. Szerzej przeciwko stosowaniu w poezji języka francuskiego protestował Bartłomiej Aneau w pamflecie Quintil Horatium. Argumentacja przedstawiania przez przeciwników tez zawartych w Obronie... nie wnosiła jednak nowych racji na rzecz supremacji łaciny poza tymi, z którymi polemizował du Bellay. W związku z tym idee Plejady, potwierdzone następnie w twórczości jej członków, w dłuższej perspektywie okazały się bardziej trwałe i nadały kierunek dalszemu rozwojowi poezji we Francji. 